# .nr
.nr — национальный домен верхнего уровня для Науру. Регулирующая организация: Cenpac net. Домен зарегистрирован в 1998 году.

## Регистрация
Регистрация в домене .nr возможна как на втором уровне (500 долларов США), так и на третьем уровне в следующих под-доменах: .info.nr, .biz.nr, net.nr, .org.nr, .com.nr (все — 50 долларов США). Регистрация в доменах gov.nr и .edu.nr возможна только для правительства и учебных заведений Науру.
Под-домен .co.nr используется для бесплатного перенаправления. Недостатком сервиса считаются требования установления ссылки на .co.nr и активного использования сайта.

## Серверы
Все серверы в домене .nr находятся за пределами Науру, 96 % серверов находятся в Бельгии. Подавляющее большинство (96 %) веб-страниц в домене .nr написаны на английском языке, являющемся наряду с науруанским государственным языком Науру.